# Il padrone sono me
Il padrone sono me è un film del 1955 diretto da Franco Brusati.
Film che segna il debutto alla regia dello sceneggiatore Brusati, liberamente tratto dal romanzo omonimo di Alfredo Panzini.

## Trama
Saga familiare sullo sfondo della campagna romagnola. Robertino trascorre le vacanze estive nella tenuta di famiglia dove gioca con Giovannino figlio del fattore Mingon e Dolly una cugina americana. Una volta cresciuti Robertino si dichiara a Dolly che invece sposa un ricco americano. 
Scoppia la prima guerra mondiale e Robertino si arruola, solo in questo momento Dolly gli confessa il suo amore. Al fronte ritrova l'amico Zvanin ma muore durante un'azione.
Al ritorno dal fronte scoppiano le rivolte contadine e Mingon compra la tenuta diventando il "padrone". Passano gli anni e Mingon muore e Zvanin fa un'amara riflessione: i bambini che giocano fuori dalla casa sono i padroni di domani, convinti di riuscire a possedere qualcosa sulla terra, ma lotte e amori non lasceranno che un grande silenzio.

## Produzione
Il regista in seguito ricordò:
(Franco Brusati)

### Riprese
Le riprese iniziarono il 2 maggio 1955 e durarono 11 settimane. Fu girato negli stabilimenti di Cinecittà per gli interni, mentre alcuni esterni furono girati nella località Pavona, facente parte del territorio di Albano Laziale.
Paolo Heusch e Carlo Lastricati lavorarono in qualità di aiuto registi, mentre Giovanni Fago di assistente alla regia; Giorgio Pes come aiuto arredatore; Anna Anni aiuto costumista.

## Distribuzione
Il film fu presentato fuori concorso alla 16ª Mostra internazionale d'arte cinematografica di Venezia il 7 settembre 1955.

## Accoglienza

### Critica
(Leo Pestelli, La Stampa, 8 settembre 1955)
(Ettore Fecchi, Intermezzo, n. 17, 15 settembre 1955)
(L. M., Il Piccolo di Trieste, 23 ottobre 1955)
(Gaetano Carancini, Radiocorriere TV, n. 39, 1960)
(Pietro Bianchi, L'Illustrazione Italiana, n. 4, 1962)
(Enciclopedia dello spettacolo, 1963)